# 韦布
韦布，偉伯，韋伯 或者 韋比（英語：Webb）可以指：
- 布蘭登·偉伯（1979年－），美國棒球運動員。
- 大衛·韋伯（1965年－），加拿大電影演員和退役職業摔跤手。
- 侯活·韋比（1971年－），英國職業足球運動員。
- 马克·韦布 (1974年-)，美國男導演。
- 斯普德·韦布（ 1963年－），前美國NBA職業球員。
- 吉姆·韦伯，美國音頻工程師。
- 露西·韋伯·海斯（1831年－1889年），1877年至1881年的美國第一夫人，美國第19任總統拉瑟福德·伯查德·海耶斯的妻子。
- 吉姆·韋伯（1946年－），美國政治家和作家。